# Mille femmes blanches
Pour les articles homonymes, voir Mille.
Mille femmes blanches (One Thousand White Women: The Journals of May Dodd), est le premier roman de Jim Fergus, publié en 1998 par St. Martin's Press. Il sort en France deux ans plus tard chez Le Cherche midi, il y obtient la même année le Prix du premier roman étranger.
Dix-huit ans après, en 2016, il est suivi par La Vengeance des mères.

## Résumé de l'histoire
Le point de départ de cette œuvre de fiction est la visite de Little Wolf, chef cheyenne, à Washington D.C. le 18 septembre 1874, au cours de laquelle il demande au président Ulysses S. Grant mille femmes blanches en échange de mille chevaux pour permettre la survie de la tribu et surtout permettre l'intégration des descendants dans la civilisation blanche. En réalité, si Little Wolf est effectivement venu à Washington en 1873 (et non 1874), la teneur de ses propos est inconnue.
Dans le roman, la population s'offusque, mais en coulisse, cette idée fait écho et une centaine de femmes (dans leur majorité des femmes emprisonnées ou internées en asile psychiatrique — en échange de leur liberté — ainsi que quelques femmes très endettées ou sans famille) se portent volontaires dans un programme secret appelé BFI (Brides for Indians) pour vivre pendant deux ans au milieu des « sauvages ».
Le livre est présenté sous forme des carnets intimes d'une de ces femmes, retrouvés dans les archives cheyennes par J. Will Dodd, un des descendants de celle-ci, journaliste indépendant.

## Impact du livre
Ce livre dénonce la politique du gouvernement d'alors vis-à-vis de ceux qu'il considérait comme des « sauvages ». Par le biais des journaux intimes de May Dodd, il présente d'un point de vue féminin le peuple indien, leur naïveté qui les a perdus.
Le livre s'est vendu à plus de 250 000 exemplaires aux États-Unis mais c'est en France qu'il a rencontré un grand succès littéraire avec plus de 400 000 exemplaires vendus. Il restera pendant 57 semaines dans la liste des meilleures ventes en France et finira par vendre plus de 700 000 exemplaires aux États-Unis. Hollywood[évasif] a acheté les droits et Jim Fergus a écrit plusieurs moutures de scénario.
Jim Harrison a salué « ce roman splendide, puissant et exaltant ». Rick Bass l'a qualifié de « captivant, divertissant, bien écrit et bien raconté. » ; alors que Winston Groom a pensé que ce roman est « plus qu'une chronique du vieil Ouest, c'est un superbe récit de chagrin, de suspense, d'exaltation et de triomphe ».